# Euselasia violacea
Euselasia violacea is een vlindersoort uit de familie van de prachtvlinders (Riodinidae), onderfamilie Euselasiinae.
Euselasia violacea werd in 1924 beschreven door Lathy.